# NGC 284
NGC 284 ist eine elliptische Galaxie vom Hubble-Typ E2 im Sternbild Walfisch südlich der Ekliptik. Sie ist schätzungsweise 517 Millionen Lichtjahre von der Milchstraße entfernt und hat einen Durchmesser von etwa 90.000 Lichtjahren. 

Im selben Himmelsareal befinden sich u. a. die Galaxien NGC 283, NGC 285, NGC 286, IC 56.
Das Objekt wurde am 2. Oktober 1886 von dem US-amerikanischen Astronomen Francis Preserved Leavenworth entdeckt.